# Марае Тапутапуатеа
Марае Тапутапуатеа — великий комплекс марае в Опоа в Тапутапуатеа, на південно-східному узбережжі Раіатеа. На цьому місці є багато марае та інших кам'яних споруд. Колись комплекс вважався центральним храмом і релігійним центром Східної Полінезії. У 2017 році район Тапутапуатеа та комплекс марае були внесені до Списку світової спадщини ЮНЕСКО через його політичне та релігійне значення та свідчення традиційної культури Східної Полінезії.

## Опис

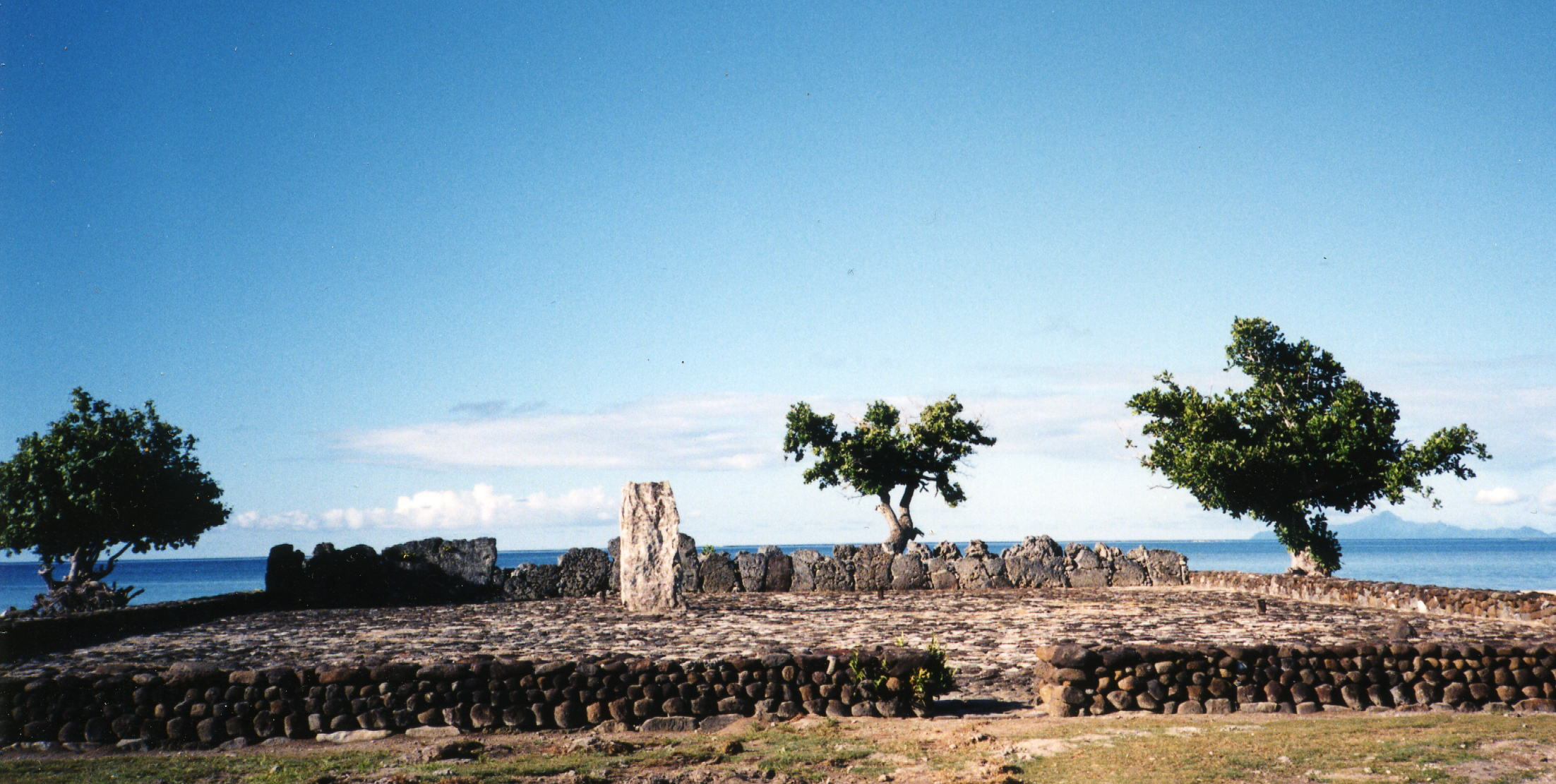
Вид на маре в археологічному комплексі Тапутапуатеа, відреставрованому в 1994 році

Комплекс марае розташований на кінці півострова, який впирається в лагуну, яка оточує Раіатеа. У центрі комплексу знаходиться саме марае — прямокутний двір, вимощений базальтом, розміром 44 на 60 метрів. На східній частині марае знаходиться аху, базальтова та коралова платформа, яка використовується для церемоній. У комплексі є й інші марае, зокрема марае Хаувірі, яке використовувалося для іменування вождів.

## Історія
Священна територія мису Матахіра-і-Те-Раї називається Те По, де мешкають боги. Первісне марае було присвячене Таароа (верховному творцю), хоча з часом поклоніння Оро (богу життя і смерті) взяло гору. За легендою, Хіро — нащадок Оро — побудував марае, давши йому назву Тапутапуатеа, «Жертвоприношення здалеку». Під час людських жертвоприношень використовувався барабан Таімоана. Біла скеля Те Папатеа-о-Ру'еа на сусідньому пляжі (нині частина марае Хаувірі) використовувалася для того, щоб наділити вождів Раіатеа червоним пір'яним поясом маро'ура. Зображення бога заввишки три фути називалося «Оро-маро-ура», «Оро з поясом з червоного пір'я». Тапутапуатеа став центром для мандрівників, коли культ 'Оро поширився.
Марае, ймовірно, було засновано ще в 1000 р. нашої ери, і його розширювали та перебудовували принаймні два рази між XIV і XVIII століттями. Марае було місцем навчання, де збиралися священники та мореплавці з усього Тихого океану, щоб принести жертви богам і поділитися своїми знаннями про генеалогічне походження Всесвіту та навігацію.